# Erica curtophylla
Erica curtophylla är en ljungväxtart som beskrevs av Guthrie och Bolus. Erica curtophylla ingår i släktet klockljungssläktet, och familjen ljungväxter. Inga underarter finns listade i Catalogue of Life.